# Все починається з дороги
«Все починається з дороги» — радянський художній фільм 1959 року, знятий в жанрі виробничої драми. Перша роль у кіно Наталії Крачковської і друга роль в кіно Олександра Дем'яненка. На зйомках цієї стрічки режисер Микола Досталь загинув в результаті нещасного випадку. Роботу над фільмом закінчив режисер Віллен Азаров.

## Сюжет
Будівельника-монтажника Степана Бокова кидає дружина. Засмучений, він один відправляється на далеку комсомольську будову, в Сибір. У поїзді він зустрічає Аннушку, молоду бетонницю, що їде на те ж будівництво. Поступово між ними виникають серйозні відносини. Незважаючи на те, що Степану не вдається влаштуватися працювати разом з Аннушкою, він знаходить час і можливість якомога частіше бувати на її ділянці. Після закінчення робіт бригада, а також Степан з Аннушкою, вирішують не розлучатися і працювати далі тільки разом.

## У ролях
- Віктор Авдюшко —  бригадир шляховиків, Степан Боков
- Нонна Мордюкова —  дружина Степана, Даша
- Ірина Новикова —  дочка Степана і Даші
- Людмила Хитяєва —  Аннушка
- Олександр Дем'яненко —  Геннадій Смирнов, член бригади шляховиків, Генка
- Сергій Гурзо —  Олександр Коршунов, член бригади шляховиків, Шурка
- Валентина Владимирова —  член бригади шляховиків, Катерина Іванівна
- Іван Рижов —  Ємельянов Микола Овдійович, член бригади шляховиків
- Тамара Сьоміна —  машиністка Надя
- Петро Константинов —  начальник доруправління Копилов
- Микола Нікітіч —  касир доруправління
- Олександр Лебедєв —  знайомий Степана
- Валентина Ананьїна — епізод
- Наталія Крачковська —  зварювальниця з бригади Аннушки
- Алевтина Румянцева —  робітниця
- Євген Кудряшёв — робітник
- Микола Граббе —  водій молоковоза

## Знімальна група
- Режисери — Микола Досталь, Віллен Азаров
- Сценарист — Данило Храбровицький
- Оператор — Ігор Слабневич
- Композитор — Юрій Левітін
- Художник — Борис Царьов